# 保持交流就没人爆炸
《保持交流就没人爆炸》（又译作）是Steel Crate Games开发并于2015年10月8日发佈的一款电子游戏。游戏内容为一名玩家在另一名阅读《拆弹手册》的玩家协助下按程序拆解炸弹。游戏适用于Windows、OS X和Android系统，2016年在PlayStation 4和PlayStation VR上发佈、並於2018年在任天堂Switch發佈。

## 游戏玩法
此游戏需要至少两人游玩，其中一位玩家作为“拆弹员”，面对屏幕玩游戏（需支持键盘和滑鼠，或用觸控式螢幕以及手柄控制，也支持头戴式VR）；而另一玩家作为“专家”，阅读所提供的《拆弹手册》。按游戏设计，拆弹员不能查阅手册，而只能依靠专家指导；同样，专家不能看到炸弹，而必须听取拆弹员进行炸弹细节描述。双方可以直接在现实中沟通，也可以通过网上交流软件对话。
游戏中的每个炸弹都由多个模块组成；这些模块相互独立，可以以任何顺序拆除。大多数组件都需要被拆除，当所有模块被成功拆除时炸弹即被成功拆除。拆除这些模块需要拆弹员将炸弹的形态向专家描述，而专家按照手册决定拆弹员应该采取的行动。也有些组件是不能拆除的“特需”模块，需定期关注以免其在炸弹未解除时引发错误。每个炸弹都有一个倒计时计时器，如果归零，炸弹就会爆炸。炸弹也可能有错误次数的限制，一旦错误次数增加，倒计时就会加快。错误过多时，会导致炸弹爆炸。拆弹员所面临的其他障碍包括虚拟房间内不时熄灭的灯光和发出声音闹钟等。
游戏中的模块使用了复杂的步骤组合以及解谜类要素；例如，专家可能需引导拆弹员通过拆弹员看不到墙壁的迷宫。还有模块可能使用一些读音相似的字（如“灯”变成“等”）或是口语（“你”或“您”），使拆弹员与专家的对话时而会混淆。很多模块包含多个阶段，需要专家记住之前的行为，以判断所处的阶段。一些组件的解除还可能取决于炸弹本身的状态，例如目前玩家犯了多少错误，又或者炸弹的外观（如序列号、炸弹上的接口或电池数量）。
游戏按所需技巧、组件种类数量、倒数时间、最大错误数等被被划分为多个关卡。每个关卡会产生不同的需按程序拆除的炸弹及其模块。玩家还可以根据模块数量、时间和最大错误数来创建自定义挑战。

## 开发
开发者Allen Pestaluky、Ben Kane和Brian Fetter原先是为了2014年全球游戏果酱而创作了这个游戏。在那里，他们拥有几个Oculus Rift开发工具，并想要利用虚拟现实的新奇作为游戏的优点。他们最早的游戏是云霄飞车模拟器，成功吸引了一些人的关注，但开发者们发现到当玩家在享受游戏时，观众无法拥有类似的体验。这给了他们一个点子：创造出一个能够让玩家与观众共享享欢乐的游戏。虽然他们有多种想法，拆弹的点子是最有趣且能够付诸实践的。在活动最后，他们将游戏提交给了其他参与的开发者，将他们首次的游玩过程录制下来并发布至YouTube；在活动及YouTube的观众都称游戏“搞笑”，希望开发者将其推向市场并开发出完整版。在开发不同的解除模块规则时，它们起初就像炸弹一样程序性地生成，这样它们就可以在贸易展览的数个展示互相交换；虽然最终游戏改成了固定的拆弹规则，不过他们已准备好一个结构以在未来版本将规则混合起来。
2020年1月23日，游戏新增简体中文支持，同时发布了中文的《拆弹手册》。在该手册中，游戏名被译为《保持交流就没人爆炸》。

## 反响
根据汇总媒体Metacritic，《没人会被炸掉》获得了“混合或一般”的得分。
Destructoid则给予了9/10分的佳评，表示“如果你已经对反人类牌、地產大亨和那个鐳射影碟上的夜行神龍圖版遊戲感到厌倦的话，那么《没人会被炸掉》必定是你要找的，只要你有朋友准备好效忠完成手中的任务就可以了。没有的话，夜行神龙一直都是个很好的选择。”
Ars Technica的Sam Machkovech更是将其称为“必有”，虽然他也表示一旦玩家想出了特定组件的解法后，这就会从挑战变成了“日常杂务”。他也观察到游戏可能算是种派对游戏，即使是旁观者都能够享受游戏过程。
在2015年NAVGTR奖，《没人会被炸掉》赢得了策略游戏的奖项。《没人会被炸掉》也在2016独立游戏节中获得了最佳设计奖并也曾被提名于塞尤玛斯·麦克纳利奖和创新奖。开发团队Steel Crate Games则被提名于2016游戏开发者选择奖的最佳处女作品和英国BAFTA游戏奖的同名奖项。PlayStation英国官方杂志也将其列为了最佳PS VR游戏中的第三名。
在2016年3月，游戏销量成功达到了20万套。